# Оте
Оте́ (фр. Autet) — коммуна во Франции, находится в регионе Франш-Конте. Департамент — Верхняя Сона. Входит в состав кантона Дампьер-сюр-Салон. Округ коммуны — Везуль.
Код INSEE коммуны — 70037.

## География
Коммуна расположена приблизительно в 290 км к юго-востоку от Парижа, в 45 км северо-западнее Безансона, в 36 км к западу от Везуля.
На юге коммуны протекает река Сона и её приток — река Салон.

## Население
Население коммуны на 2010 год составляло 313 человек.
| 1962 | 1968 | 1975 | 1982 | 1990 | 1999 | 2010 |
| ---- | ---- | ---- | ---- | ---- | ---- | ---- |
| 256  | 331  | 387  | 323  | 301  | 264  | 313  |

## Администрация
| Период | Период | Фамилия       | Партия | Примечания |
| ------ | ------ | ------------- | ------ | ---------- |
| 2001   | 2008   | Ив Женен      |        |            |
| 2008   | 2014   | Жан-Пьер Фуке |        |            |

## Экономика

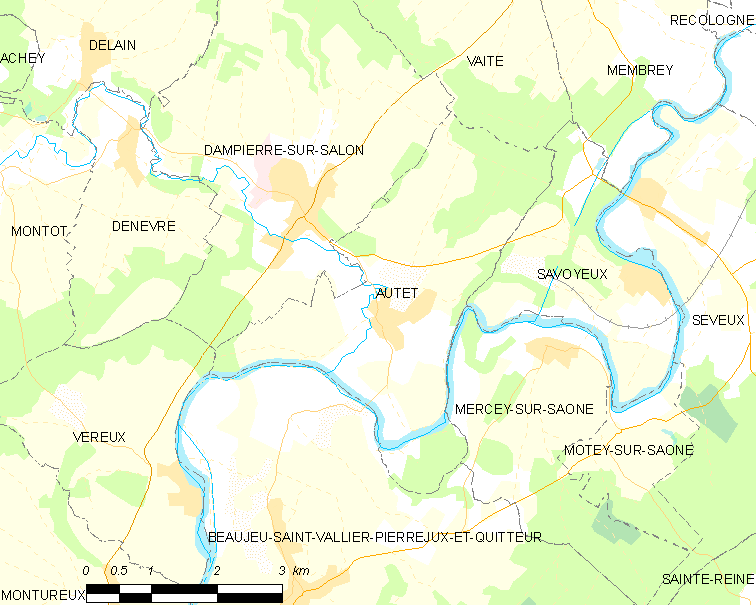
Карта коммуны

В 2010 году среди 174 человек трудоспособного возраста (15—64 лет) 124 были экономически активными, 50 — неактивными (показатель активности — 71,3 %, в 1999 году было 68,2 %). Из 124 активных жителей работали 110 человек (62 мужчины и 48 женщин), безработных было 14 (4 мужчины и 10 женщин). Среди 50 неактивных 7 человек были учениками или студентами, 31 — пенсионерами, 12 были неактивными по другим причинам.